# McLaren MP4/14
Der McLaren MP4/14 war der Formel-1-Rennwagen von McLaren Racing für die Saison 1999, der an allen 16 Rennen der Saison teilnahm und mit dem Mika Häkkinen seine zweite Fahrerweltmeisterschaft gewann.

## Technik und Entwicklung
Der technische Direktor für die Entwicklung war Adrian Newey, ihm unterstanden Neil Oatley für die Konstruktion sowie Henri Durand für die aerodynamische Form des Wagens. Hauptaugenmerk der Entwickler waren die aerodynamischen Eigenschaften des Wagens, die im Vergleich zum Vorjahr nochmals verbessert wurden, obwohl er schon im Vorjahr zu den Besten zählte. Ron Dennis, der Teamchef von McLaren, behauptete in einem Interview, dass nur etwa zehn Prozent des Vorjahreswagens wiederverwendet wurde.
Als Motor wurde der FO110H-V10-Saugmotor von Mercedes-Benz mit einem Hubraum von 2998 cm³ und einem Zylinderbankwinkel von 72° verwendet. Dieser Motor, der rund 100 kg wog, leistete bei einer Drehzahl von 17.800/min ungefähr 619 kW (830 PS). Damit erreichte der Wagen eine Höchstgeschwindigkeit von 360 km/h. Das Halbautomatikgetriebe mit sieben Gängen wurde von McLaren selbst entwickelt. Die Gangwechsel werden über Lenkrad-Schaltwippen ausgelöst. Als Radaufhängung wurde vorne sowie hinten eine Doppelquerlenkerachse mit innenliegenden Federn und Stoßdämpfern installiert, so wie es seit Jahren schon üblich ist. Bridgestone lieferte die Reifen für diese Saison und Mobil 1 den Kraftstoff.

## Renngeschichte
Der MP4/14 wurde am 8. Februar 1999 in Barcelona als einer der letzten Boliden präsentiert. Mit diesem Wagen zählte McLaren erneut zu den Favoriten auf die Weltmeisterschaft, doch schon zu Saisonbeginn zeigte sich dessen mangelnde Zuverlässigkeit. So schied man in der Saison insgesamt zwölf Mal aus, das entspricht ein Drittel aller Rennteilnahmen. Zum Vergleich, der größte Konkurrent auf die Weltmeisterschaft, Ferrari, schied nur vier Mal während der Saison aus. Als größtes Problem stellte sich, außer individuellen Fahrfehlern, vor allem das Getriebe heraus. Andere Ausfallursachen waren Hydraulik-, Elektrik- und Benzindruckprobleme. Schließlich konnte Mika Häkkinen mit zwei Punkten Vorsprung auf Eddie Irvine die Fahrerweltmeisterschaft gewinnen, jedoch verlor man um vier Punkte die Konstrukteursweltmeisterschaft an Ferrari.

## Lackierung und Sponsoring
Das Design wurde erneut in Grau-Schwarz mit weißer Nase gehalten, unterbrochen von roten Elementen an der Nasenspitze und neben dem Motor. Auf den Seitenkästen und dem Heckflügel war das Logo des Hauptsponsors West platziert. Weitere Sponsoren waren Computer Associates, Hugo Boss, Mobil 1, Schweppes und Warsteiner.
Bei den Rennen in Frankreich, Großbritannien und Belgien musste auf die Tabakwerbung verzichtet werden. Stattdessen wurde auf den Plätzen der Logos die Vornamen des jeweiligen Fahrers platziert.

## Fahrer
Stammfahrer waren erneut der amtierende Weltmeister Mika Häkkinen sowie der Schotte David Coulthard, als Test- und Ersatzfahrer wurden Nick Heidfeld und Darren Turner nominiert.

## Exponate
Im Museum Donington Grand Prix Collection an der Rennstrecke in Donington Park, ist der Rennwagen mit der Chassisnummer 4 ausgestellt. Mit diesem Wagen gewann Mika Häkkinen den Großen Preis von Japan 1999 und somit auch seine zweite Fahrerweltmeisterschaft.
Als Teil der technischen Ausstellung ist das Chassis, mit dem Mika Häkkinen zum Großen Preis von Deutschland 1999 in Hockenheim antrat und ausschied, im Londoner Science Museum ausgestellt.
Im Mercedes-Benz Museum in Stuttgart wurde ein weiteres Chassis von Mika Häkkinen ausgestellt, das zum Teil zerlegt ist.
Im Nationalen Automuseum – The Loh Collection in Dietzhölztal-Ewersbach wird ein McLaren MP4/14 von Mika Häkkinen präsentiert.

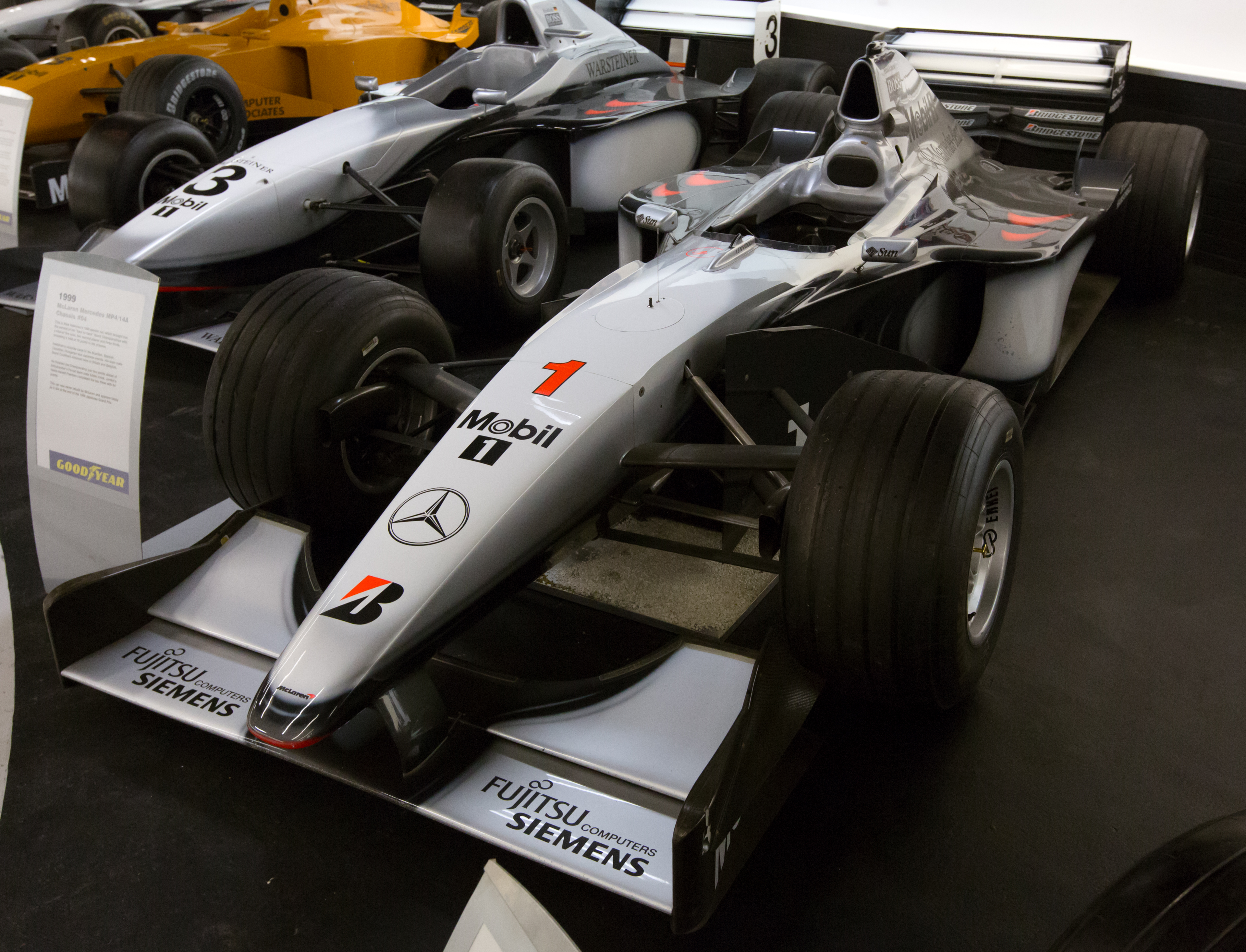
McLaren MP4/14 von Mika Häkkinen (Donington Grand Prix Collection)
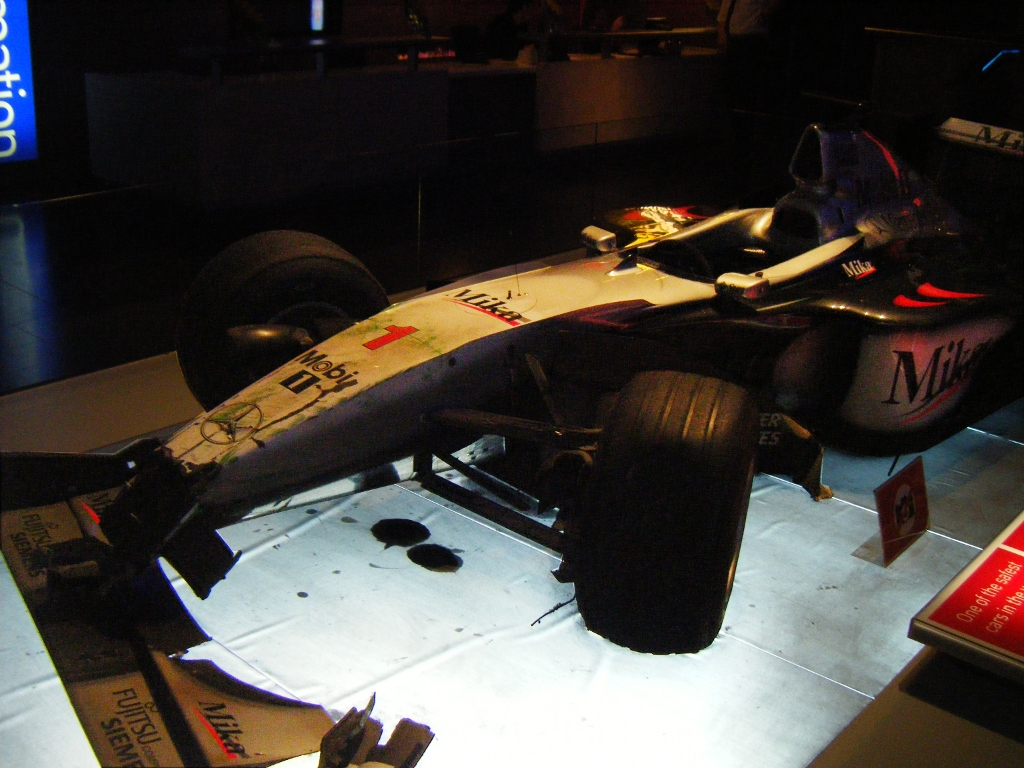
McLaren MP4/14 von Mika Häkkinen, Unfallfahrzeug (Science Museum)
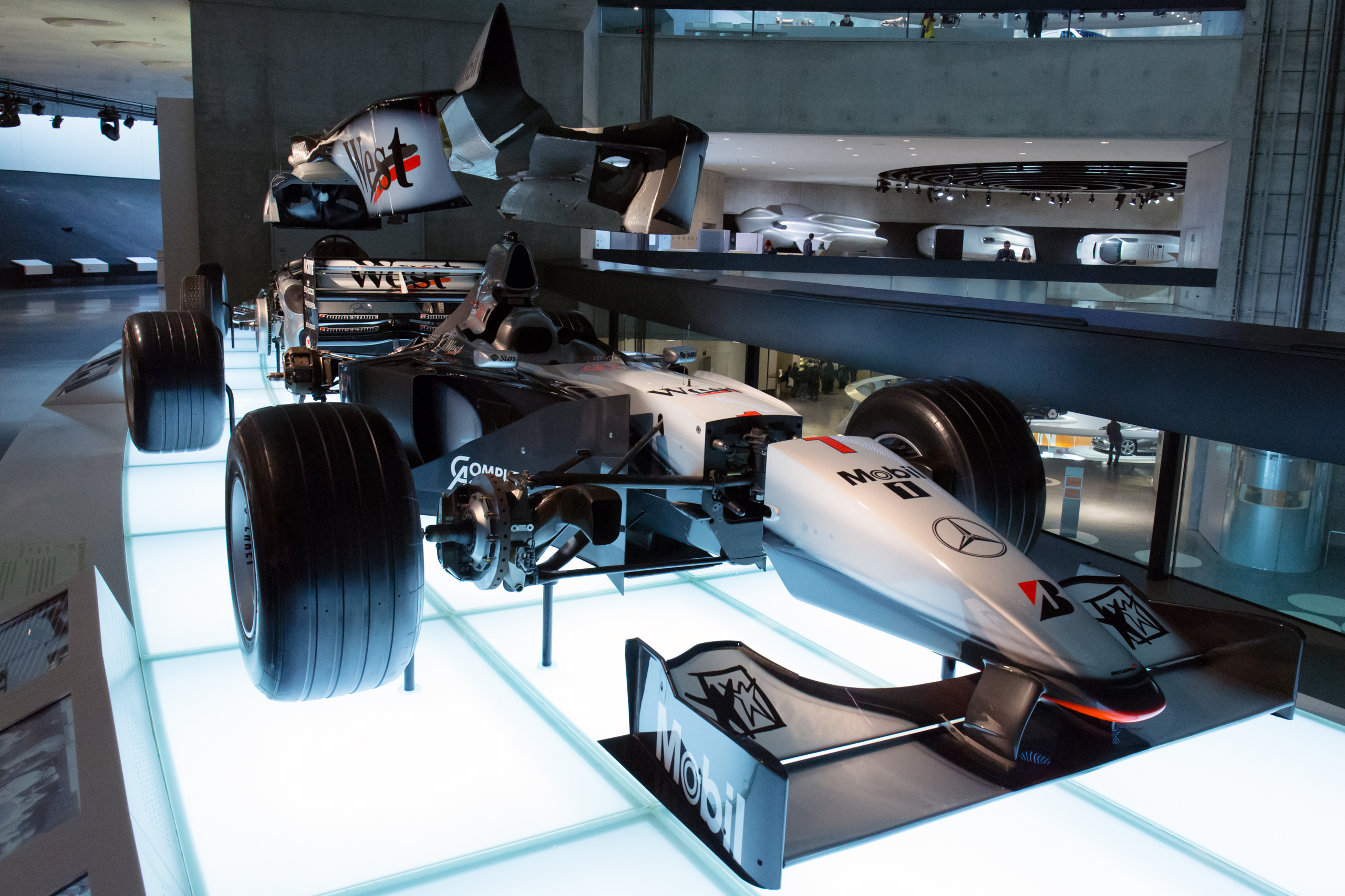
McLaren MP4/14, zum Teil zerlegt (Mercedes-Benz Museum)
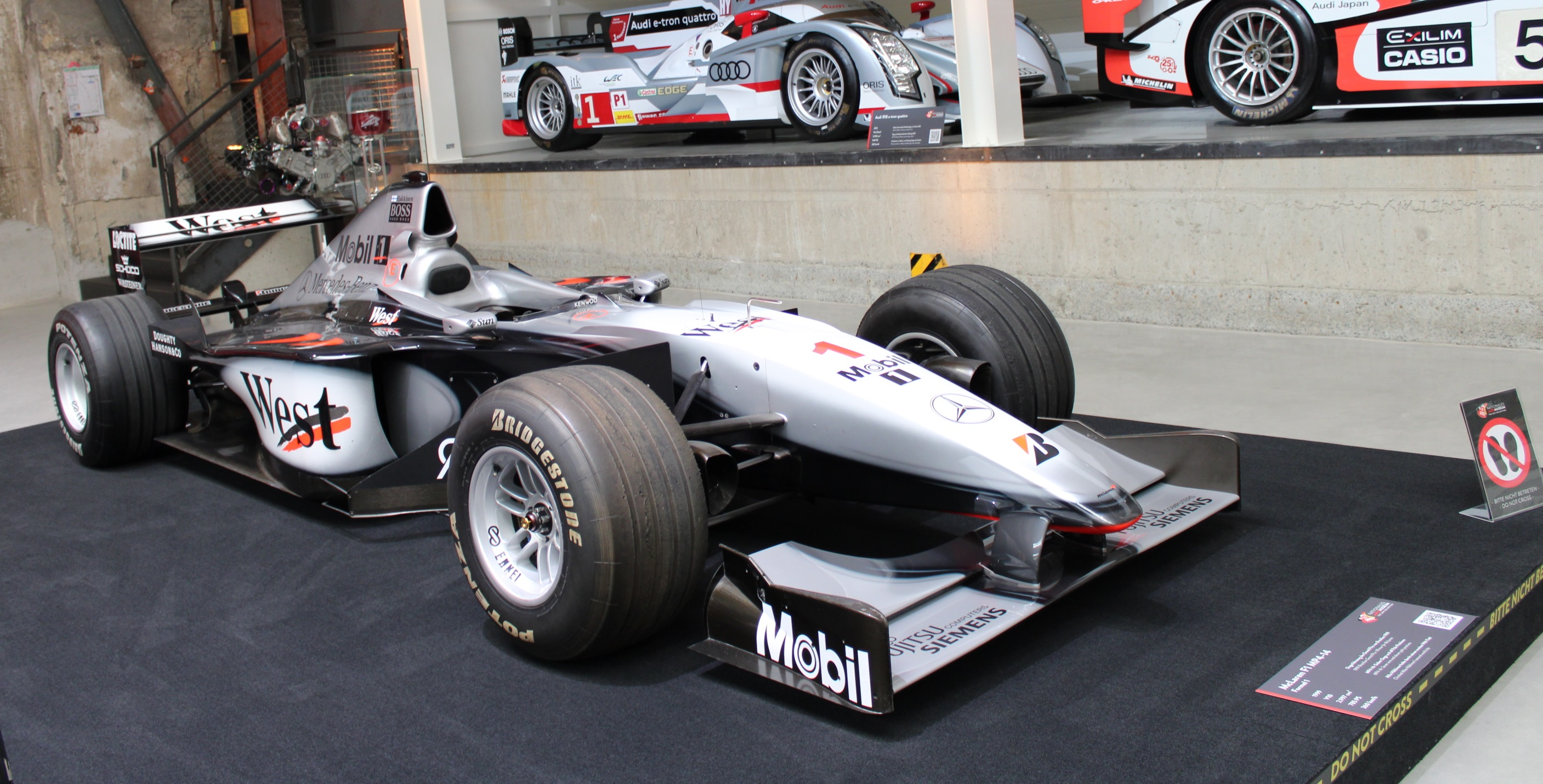
McLaren MP4/14 von Mika Häkkinen (Nationales Automuseum – The Loh Collection)

## Ergebnisse
| Fahrer                          | Nr.                             | 1   | 2   | 3   | 4   | 5 | 6 | 7   | 8   | 9 | 10  | 11 | 12 | 13  | 14  | 15  | 16  | Punkte | Rang |
| ------------------------------- | ------------------------------- | --- | --- | --- | --- | - | - | --- | --- | - | --- | -- | -- | --- | --- | --- | --- | ------ | ---- |
| Formel-1-Weltmeisterschaft 1999 | Formel-1-Weltmeisterschaft 1999 |     |     |     |     |   |   |     |     |   |     |    |    |     |     |     |     | 124    | 2.   |
| M. Häkkinen                     | 1                               | DNF | 1   | DNF | 3   | 1 | 1 | 2   | DNF | 3 | DNF | 1  | 2  | DNF | 5   | 3   | 1   | 124    | 2.   |
| D. Coulthard                    | 2                               | DNF | DNF | 2   | DNF | 2 | 7 | DNF | 1   | 2 | 5   | 2  | 1  | 5   | DNF | DNF | DNF | 124    | 2.   |

| Legende  | Legende            | Legende                                                          |
| Farbe    | Abkürzung          | Bedeutung                                                        |
| -------- | ------------------ | ---------------------------------------------------------------- |
| Gold     | –                  | Sieg                                                             |
| Silber   | –                  | 2. Platz                                                         |
| Bronze   | –                  | 3. Platz                                                         |
| Grün     | –                  | Platzierung in den Punkten                                       |
| Blau     | –                  | Klassifiziert außerhalb der Punkteränge                          |
| Violett  | DNF                | Rennen nicht beendet (did not finish)                            |
| Violett  | NC                 | nicht klassifiziert (not classified)                             |
| Rot      | DNQ                | nicht qualifiziert (did not qualify)                             |
| Rot      | DNPQ               | in Vorqualifikation gescheitert (did not pre-qualify)            |
| Schwarz  | DSQ                | disqualifiziert (disqualified)                                   |
| Weiß     | DNS                | nicht am Start (did not start)                                   |
| Weiß     | WD                 | zurückgezogen (withdrawn)                                        |
| Hellblau | PO                 | nur am Training teilgenommen (practiced only)                    |
| Hellblau | TD                 | Freitags-Testfahrer (test driver)                                |
| ohne     | DNP                | nicht am Training teilgenommen (did not practice)                |
| ohne     | INJ                | verletzt oder krank (injured)                                    |
| ohne     | EX                 | ausgeschlossen (excluded)                                        |
| ohne     | DNA                | nicht erschienen (did not arrive)                                |
| ohne     | C                  | Rennen abgesagt (cancelled)                                      |
| ohne     | keine WM-Teilnahme |                                                                  |
| sonstige | P/fett             | Pole-Position                                                    |
| sonstige | 1/2/3/4/5/6/7/8    | Punktplatzierung im Sprint-/Qualifikationsrennen                 |
| sonstige | SR/kursiv          | Schnellste Rennrunde                                             |
| sonstige | *                  | nicht im Ziel, aufgrund der zurückgelegten Distanz aber gewertet |
| sonstige | ()                 | Streichresultate                                                 |
| sonstige | unterstrichen      | Führender in der Gesamtwertung                                   |